# Troy Caesar
 (septembre 2023).
Troy Caesar, né le 13 mai 1994 à Road Town, est un footballeur international insulaire des Îles Vierges britanniques évoluant au poste de défenseur central.

## Biographie

### En club
Après avoir joué au football pour le VG Ballstarz, Caesar étudie au Andrew College en 2015 où il joue au football universitaire, jouant 27 rencontres. Après avoir passé deux années consécutives avec les Andrew Fighting Tigers, Caesar s'engage avec les Life Running Eagles de l'Université Life. En octobre 2021, il rejoint le Potros FC, un club d'United Premier Soccer League.

### En sélection
Le joueur fait ses débuts avec l'équipe des îles Vierges britanniques le 14 octobre 2010, contre République dominicaine, lors des qualifications de la Coupe caribéenne des nations 2010.
Le 21 mars 2019, il inscrit son premier but, lors d'un match contre les Îles Turques-et-Caïques.